# Sinoxylon luzonicum
Sinoxylon luzonicum är en skalbaggsart som beskrevs av Pierre Lesne 1932. Sinoxylon luzonicum ingår i släktet Sinoxylon och familjen kapuschongbaggar. Inga underarter finns listade i Catalogue of Life.

## Bildgalleri

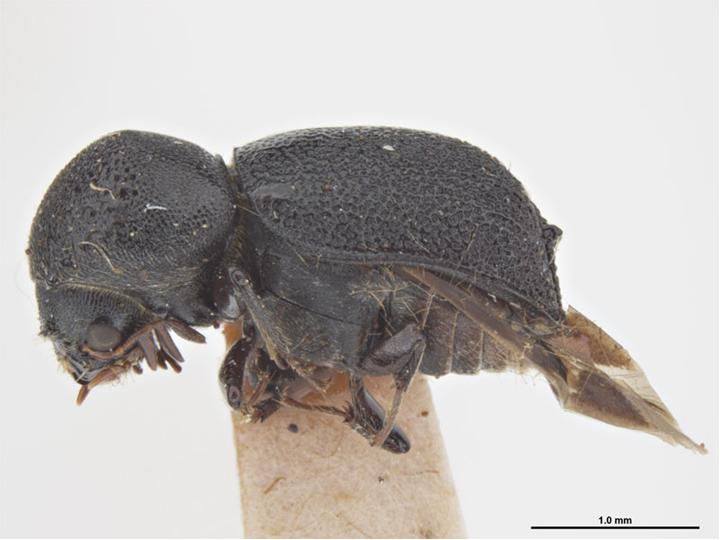